# Камеровське-Пеце
Камеровське-Пеце (пол. Kamierowskie Piece, нім. Kamerauofen) — село в Польщі, у гміні Скаршеви Староґардського повіту Поморського воєводства.
Населення — 261 особа (2011).
У 1975-1998 роках село належало до Гданського воєводства.

## Демографія
Демографічна структура станом на 31 березня 2011 року:
|          | Загалом | Допрацездатний вік | Працездатний вік | Постпрацездатний вік |
| -------- | ------- | ------------------ | ---------------- | -------------------- |
| Чоловіки | 124     | 25                 | 93               | 6                    |
| Жінки    | 137     | 45                 | 80               | 12                   |
| Разом    | 261     | 70                 | 173              | 18                   |